# 巴尼奥斯德莱恩西纳
巴尼奥斯德莱恩西纳，是西班牙安达卢西亚自治区哈恩省的一个市镇。总面积392平方公里，总人口2686人（2001年），人口密度7人/平方公里。